# Françoise Xenakis
Françoise Xenakis z domu Gargouïl (ur. 27 września 1930 w Blois, Loir-et-Cher, zm. 12 lutego 2018 w Courbevoie) – francuska pisarka i publicystka. 
Urodziła się w 1930 roku w Blois. Karierę literacką rozpoczęła we wczesnych latach sześćdziesiątych i stała się bardziej znana w latach osiemdziesiątych, kiedy zaczęła pracować w dzienniku Le Matin de Paris, a także w programie telewizyjnym Télématin. W 1953 r. poślubiła Iannisa Xenakisa, który później stał się jednym z najważniejszych kompozytorów klasycznych powojennej awangardy, z którym mieli córkę Mâkhi Xenakis, rzeźbiarkę i malarkę.

## Wybrane prace
- Le Petit Caillou (1963)
- Des dimanches et des dimanches (1965)
- Aux lèvres pour que j'aie moins soif (1970)
- Écoute (1971)
- Et alors les morts pleureront (1972)
- Moi, j'aime pas la mer (1974)
- L'écrivain ou La sixième roue du carrosse (1975)
- Elle lui dirait dans l'île (1978)
- La Natte coupée (1982)
- Zut! on a encore oublié Madame Freud (1984)
- La Vie exemplaire de Rita Capuchon (1988)
- Le Temps usé (1992)
- Attends-moi (1993; won the Prix des libraires the same year)
- Désolée, mais ça ne se fait pas (1995)
- Chéri, tu viens pour la photo (1999)
- Mouche-toi, Cléopâtre (1999)
- Maman, je veux pas être empereur (2001)
- Regarde, nos chemins se sont fermés (2002)
- Danielle Mitterrand : la petite fille qui voulait être Antigone (2006)